# Vassílievka (Lípetsk)
Vassílievka - Васильевка (rus) - és un poble de l'óblast de Lípetsk, a Rússia, que el 2011 tenia 29 habitants. Pertany al districte rural d'Úsman.